# Liga del Norte de Coahuila 2018
La Temporada 2018 de la Liga del Norte de Coahuila fue la edición número 50 de la tercera etapa de este circuito. Tuvo como inicio el 15 de abril. Para este año se mantuvo en 6 el número de equipos, sin embargo hubo 4 cambios. Abandonan la liga los equipos Bravos de Agujita, Cardenales de Sabinas, Nogaleros de Allende y Tecos de Nuevo Laredo. En su lugar reingresan los equipos de Barreteros de Barroterán y Piratas de Sabinas, así como el debut de los equipos de Alambrados de Allende y los Diablos de Nadadores.
Los Barreteros de Barroterán se coronaron campeones al derrotar en la Serie Final a los Carboneros de Nava por 4 juegos a 1. El mánager campeón fue José Cumpian.

## Equipos participantes
| Liga del Norte de Coahuila 2018 |                     |                      |
| Equipo                          | Mánager             | Sede                 |
| Alambrados de Allende           | José Vélez          | Allende, Coahuila    |
| Barreteros de Barroterán        | José Cumpian        | Barroterán, Coahuila |
| Carboneros de Nava              | Ricardo Robles      | Nava, Coahuila       |
| Diablos de Nadadores            | Porfirio Ramos      | Nadadores, Coahuila  |
| Piratas de Sabinas              | Amado Peralta       | Sabinas, Coahuila    |
| Tuzos de Palaú                  | Luis Alberto Pecina | Palaú, Coahuila      |

## Posiciones
- Actualizadas las posiciones al 15 de julio de 2018.

| Liga del Norte de Coahuila | Liga del Norte de Coahuila | Liga del Norte de Coahuila | Liga del Norte de Coahuila | Liga del Norte de Coahuila |
| Equipo                     | JG                         | JP                         | PCT                        | JV                         |
| -------------------------- | -------------------------- | -------------------------- | -------------------------- | -------------------------- |
| Sabinas                    | 15                         | 7                          | .682                       | -                          |
| Barroterán                 | 14                         | 8                          | .636                       | 1.0                        |
| Palaú                      | 13                         | 9                          | .591                       | 2.0                        |
| Nava                       | 12                         | 10                         | .545                       | 3.0                        |
| Allende                    | 9                          | 13                         | .409                       | 6.0                        |
| Nadadores                  | 2                          | 20                         | .091                       | 13.0                       |

| Clasificado a los playoffs |

## Playoffs
|  | Semifinales | Semifinales | Semifinales |            |   | Final | Final | Final |  |
|  |             |             |             |            |   |       |       |       |  |
|  |             |             |             |            |   |       |       |       |  |
|  | 4           | Nava        | 4           |            |   |       |       |       |  |
|  | 4           | Nava        | 4           |            |   |       |       |       |  |
|  | 1           | Sabinas     | 3           |            |   |       |       |       |  |
|  | 1           | Sabinas     | 3           |            | 4 | Nava  | 1     |       |  |
|  |             |             |             |            | 4 | Nava  | 1     |       |  |
|  |             |             | 2           | Barroterán | 4 |       |       |       |  |
|  | 3           | Palaú       | 2           | Barroterán | 4 | 2     |       |       |  |
|  | 3           | Palaú       |             |            |   | 2     |       |       |  |
|  | 2           | Barroterán  | 4           |            |   |       |       |       |  |
|  | 2           | Barroterán  | 4           |            |   |       |       |       |  |
|  |             |             |             |            |   |       |       |       |  |